# 渡辺広 (内務官僚)
渡辺 広（わたなべ ひろし、1896年7月30日 - 1967年11月24日）は、日本の内務官僚。最後の官選神奈川県知事。

## 経歴
熊本県出身。第五高等学校を経て、1921年、東京帝国大学法学部政治学科を卒業。同年11月、高等試験行政科試験に合格。台湾総督府に入り総督官房参事官室属となる。1932年、拓務省事務官に転じ、以後、奈良県、高知県、埼玉県の地方官を歴任。
1939年4月、神奈川県経済部長に就任。太平洋戦争を迎え、1942年7月、ジャワ方面陸軍司政官として赴任。バンテン州長官、スラカルタ侯地事務局長官を歴任し、終戦を迎えた。
1946年に帰国し、内務省に復帰。1947年3月、前神奈川県知事・内山岩太郎が公選知事選に出馬のため辞任したのを受け、最後の官選知事に就任。同年4月12日に辞任し退官した。その後、地方行政調査委員会専門委員、会社役員などを務めた。